# Aeropuerto de Bamboura
El Aeropuerto de Bamboura (ruso: аэропорт Бамбоура, también llamado аэропорт Бомбора - Aeroport Bombora), es un aeropuerto ubicado en el distrito de Gudauta, en la República de Abjasia. Dista 40 kilómetros de la capital, Sujum. Es uno de los mayores aeropuertos de Transcaucasia, y más importantes del mar Negro.

## Características
Su ubicación es ideal para el propósito militar, al terminar a unos 60 metros de la línea costera, lo que permite despegues para vuelos rasantes sobre el nivel del mar, dificultando su detección por radar.

## Historia
En la época soviética, el aeropuerto era una base de cazas, bombarderos y aviones de transportes de la Fuerza Aérea Soviética. En la década de 1970 albergó aviones Sukhoi Su-15 y Sukhoi Su-17, y en la década de 1980 se le añadieron Sukhoi Su-27 y Sukhoi Su-29.
Al inicio del conflicto en 1992, Rusia trasladó desde la ciudad azerbayana de Ganja el 10.º Regimiento de Paracaidistas y lo desplegó para la protección del aeropuerto de Bamboura. Con el estallido de la guerra de Abjasia, el aeropuerto de Sujum cayó en manos georgianas, mientras que el aeropuerto de Bomboura, protegido por fuerzas rusas, sirvió como apoyo al bando abjaso. Georgia afirma que de dicho aeropuerto partieron vuelos para atacar diversos objetivos georgianos en Abjasia, así como el derribo de diversas aeronaves.
Mientras Rusia afirmó en el 2001 que había abandonado la base de Bamboura, fuentes georgianas afirmaron  que dudaban de tal aseveración al no poder comprobar esos hechos. Fuentes georgianas afirmaron que no solo nos produjo esa retirada, sino que en la misma se está entrenando a fuerzas abjasas y modernizándola con material moderno, así como formando oficiales en las distintas academias militares rusas.
En 2005, el presidente abjaso Sergei Bagapsh propuso la utilización conjunta del aeropuerto de Bamboura como una base contra el terrorismo.
En 2009 se anunció el posible destacamento en este aeropuerto de grupos de la Fuerza Aérea de Rusia.